# UKROP
Ukraińskie Zjednoczenie Patriotów lub UKROP (ukr. Українське об'єднання патріотів lub УКРОП) – ukraińska prawicowa partia polityczna.

## Historia
Początki formacji wiążą się z założeniem w grudniu 2014 w Radzie Najwyższej przez kilku deputowanych grupy o nazwie Ukrop, do której weszli m.in. liderzy Prawego Sektora Dmytro Jarosz i Andrij Biłecki oraz Wołodymyr Parasiuk. Sama partia pod taką nazwą została zarejestrowana 18 czerwca 2015. Powszechnie uznano ją za inicjatywę polityczną sponsorowaną i utworzoną przez biznesmena Ihora Kołomojskiego (który formalnie wszedł w skład jej władz w 2016. Pierwszym przewodniczącym zjednoczenia został Hennadij Korban, jeden z jego najbliższych współpracowników.
Partia zaczęła głosić m.in. postulaty walki z oligarchami, nacjonalizacji strategicznie ważnych przedsiębiorstw, wspierania przedsiębiorczości, bezpłatnego dostępu do Internetu. Przyrównała w swoim manifeście programowym ustrój Federacji Rosyjskiej do faszyzmu, deklarując poparcie dla integracji Ukrainy z NATO i Unią Europejską.
W wyborach lokalnych w 2015 ugrupowanie wystawiło ponad 13 tys. kandydatów (więcej osób na listach wystawiły tylko cztery ugrupowania parlamentarne). W wyniku głosowania z 25 października 2015 UKROP wprowadził swoich przedstawicieli do 12 rad obwodowych. Kilka dni po wyborach Hennadij Korban został tymczasowo aresztowany pod zarzutem defraudacji, co doprowadziło do głosów o politycznych motywach tego zatrzymania.
W wyborach w 2019 partia nie brała udziału pod swoim szyldem. Osoby uchodzące za związane z nią startowały jako niezależni lub z ramienia Sługi Ludu, kilkoro z nich uzyskało mandaty w okręgach jednomandatowych.